# Åmot
Åmot ist eine Kommune im norwegischen Fylke Innlandet. Die Kommune hat 4205 Einwohner (Stand: 1. Januar 2025). Verwaltungssitz ist die Ortschaft Rena.

## Geografie

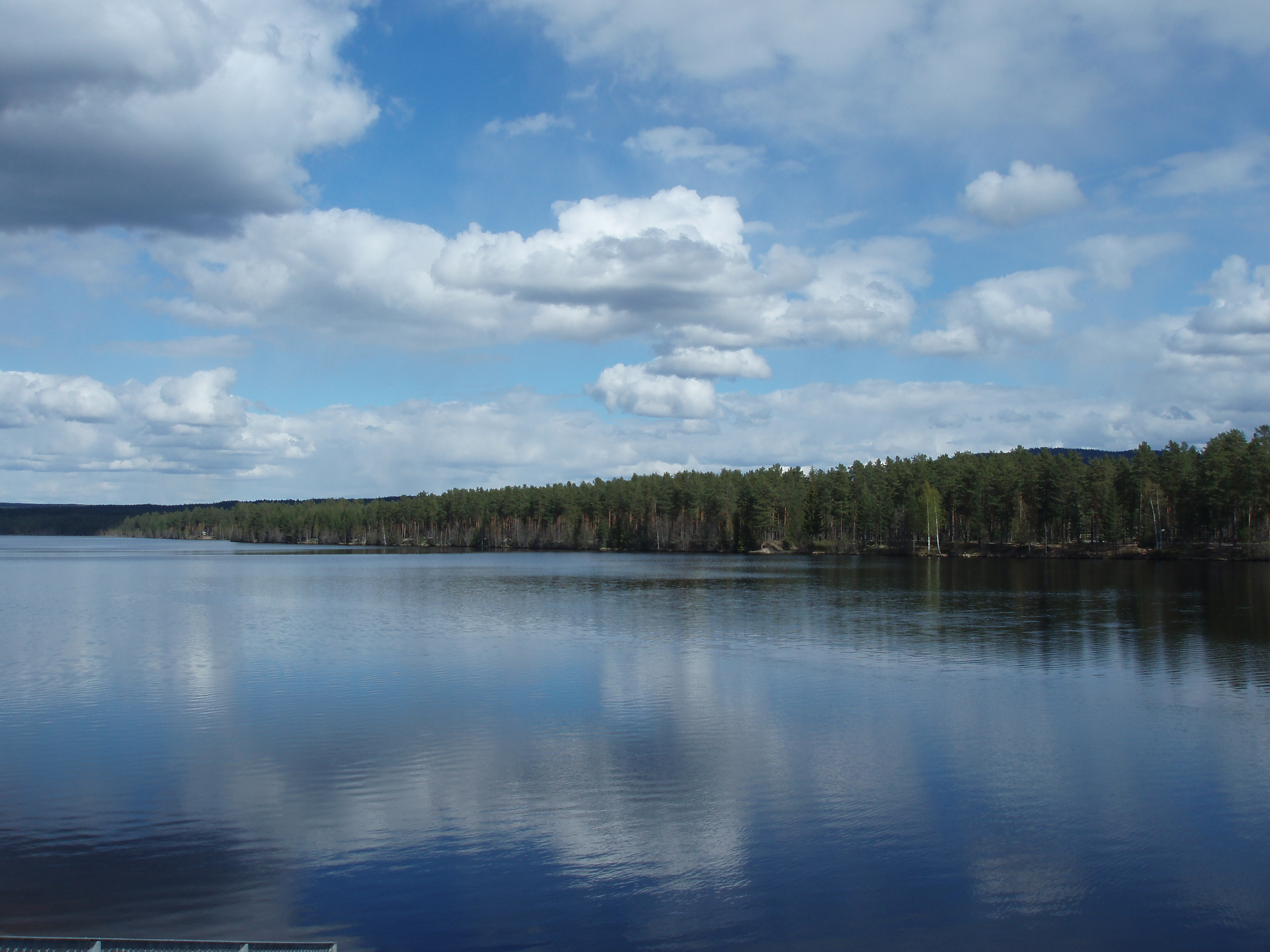
Løpsjøen

Die Gemeinde grenzt an Stor-Elvdal und Rendalen im Norden, Trysil im Osten, Elverum im Süden, Løten im Südwesten sowie Hamar und Ringsaker im Westen. Durch die Kommune fließt in Nord-Süd-Richtung der Fluss Glomma, der längste Fluss Norwegens. In die Glomma mündet bei der Ortschaft Rena der Fluss Rena. Im Lauf der Rena befindet sich der Stausee Løpsjøen. Der nördliche Teil des Sees Osensjøen liegt im Osten der Gemeinde. Sowohl im Nordwesten als auch im Osten von Åmot sind größere Moorflächen vorzufinden. Die Erhebung Hemmelkampen an der Nordwestgrenze stellt mit einer Höhe von 1061 moh. den höchsten Punkt der Kommune Åmot dar. Der Berg ist Teil der Hedmarksvidda.

## Einwohner
Bis 1960 stieg die Einwohnerzahl bis auf 5500 Einwohner an, anschließend ging sie zurück. Dies war unter anderem der zunehmenden Mechanisierung der Forstwirtschaft und einem damit einhergehenden Rückgang an Arbeitsplätzen geschuldet. Durch die Öffnung einer Niederlassung des norwegischen Militärs, dem Rena leir, begann sich der Rückgang Ende der 1990er-Jahre abzuschwächen. Rena ist der einzige sogenannte Tettsted, also die einzige Ansiedlung, die für statistische Zwecke als eine städtische Siedlung gewertet wird. Zum 1. Januar 2024 lebten dort 2117 Einwohner.
Die Einwohner der Gemeinde werden Åmoting genannt. Offizielle Schriftsprache ist wie in vielen Kommunen in Innlandet Bokmål, also die weiter verbreitete der beiden norwegischen Sprachformen.
| Jahr          | 1986 | 1990 | 1995 | 2000 | 2005 | 2010 | 2015 | 2020 | 2025 |
| ------------- | ---- | ---- | ---- | ---- | ---- | ---- | ---- | ---- | ---- |
| Einwohnerzahl | 4574 | 4458 | 4328 | 4379 | 4398 | 4285 | 4456 | 4356 | 4205 |

## Geschichte

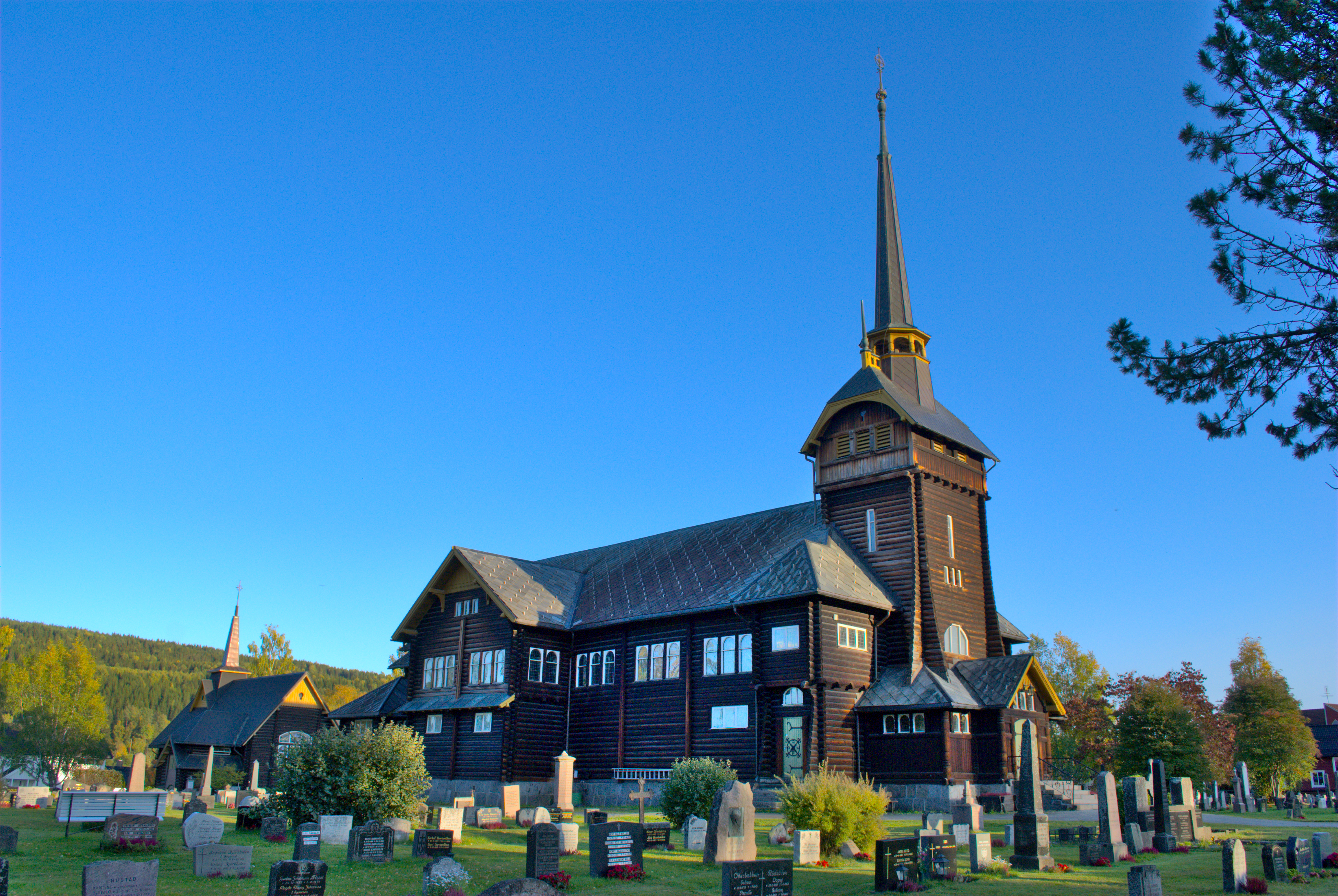
Åmot kirke

Die Gemeindegrenzen von Åmot blieben über die Zeit hinweg weitgehend unverändert. Im Jahr 1880 wurde ein von 302 Personen bewohntes Gebiet von Trysil an Åmot überführt.
Bis zum 31. Dezember 2019 gehörte Åmot der damaligen Provinz Hedmark an. Sie ging im Zuge der Regionalreform in Norwegen in die zum 1. Januar 2020 neu geschaffene Provinz Innlandet über.
Der Ort Rena wurde im April 1940 bombardiert. In der Kommune liegen mehrere Kirchen. Die Åmot kirke ist eine Holzkirche im Jugendstil aus dem Jahr 1902, die im Zentrum von Rena steht. Architekt war Henrik Bull, der den Entwurf dafür im Jahr 1898 anfertigte. Die Deset kirke ist eine Holzkirche aus dem Jahr 1867.

## Wirtschaft und Infrastruktur

### Verkehr
Durch die Kommune führt parallel zur Glomma der Riksvei 3. Dieser stellt Richtung Süden die Verbindung nach Elverum und weiter Richtung Südosten nach Hamar her. Richtung Norden führt die Straße weiter durch das östliche Norwegen, bis sie nahe Trondheim in die Europastraße 6 (E6) mündet. In den Riksvei 3 münden in Rena unter anderem der von Osten kommende Fylkesvei 215 und der in den Westen führende Fylkesvei 2184. Ebenfalls parallel zur Glomma verlaufen die Schienen der Bahnlinie Rørosbanen. Der Bahnhof in Rena wurde im Oktober 1871 im Rahmen der Verlängerung der Bahnstrecke von Hamar nach Grundset geöffnet. Bis 1875 war Rena dabei der Endpunkt der Linie.

### Wirtschaft
In Rena wurde im Jahr 1997 das Rena leir, eine Niederlassung des norwegischen Militärs geöffnet. Dort ist das Telemark-Bataillon stationiert. Es gehört zu den größten Militärstützpunkten Nordeuropas. Durch die Etablierung wurde der in der Kommune Åmot in den 1960er-Jahren einsetzende Bevölkerungsrückgang gestoppt. Auch in Rena liegt ein Campus der Hochschule Hedmark. Im Bereich der Forstwirtschaft gehört die Kommune zu den produktivsten Norwegens. Die Landwirtschaft ist hingegen von eher geringer Bedeutung. Bis 1998 wurde in Rena das Unternehmen Rena Kartonfabrik geführt. Die Industrie war damit lange ein wichtiger Arbeitgeber, die Bedeutung ging allerdings nach der Einstellung der dortigen Produktion stark zurück. In Åmot werden mehrere Wasserkraftwerke betrieben. Das größte ist das 1981 in Betrieb genommene Kraftwerk Osa mit einer jährlichen Durchschnittsproduktion von 306,3 GWh in den Jahren 1981 bis 2010. Das Kraftwerk nutzt eine Fallhöhe von insgesamt etwa 200 Metern aus und befindet sich am See Osensjøen. Im Jahr 2020 arbeiteten von etwa 2050 Arbeitstätigen zirka 1400 in Åmot selbst, 240 waren in Elverum tätig. Die weiteren verteilten sich auf Kommunen wie Hamar und Oslo.

## Name und Wappen
Das seit 1988 offizielle Wappen der Kommune zeigt drei goldene Äxte. Sie sollen die Forstwirtschaft darstellen. Åmot wurde im Jahr 1373 im Zusammenhang als i Amote erwähnt. Å ist ein altes norwegisches Wort für „Fluss“, „-mot“ steht für „Treffpunkt“. Der Name insgesamt steht also für das Aufeinandertreffen zweier Flüsse und bezieht sich hier auf die Rena und die Glomma. Der Ortsname Åmot ist in Norwegen mehrfach vorhanden.

## Sport
Nahe der Ortschaft Rena befindet sich die Skisprunganlage Renabakkene. Im Jahr 1902 wurde dort die erste Schanze errichtet. Im Jahr 1934 wurden schließlich zwei Schanzen fertiggestellt, später folgten weitere. In Rena startet das traditionelle Skirennen Birkebeinerrennet, das von dort nach Lillehammer führt.

## Persönlichkeiten
- Anne-Catharina Vestly (1920–2008), Schriftstellerin
- Inge Bråten (1948–2012), Biathlontrainer